# 程瑞声
程瑞声（1934年—），安徽歙县人，中华人民共和国政治人物、外交官。
北京外国语学院肄业。1956年加入中国共产党。
1987年，担任中华人民共和国驻缅甸大使。1991年，接替屠国维担任中华人民共和国驻印度大使。1994年，由裴远颖接任。